# 中华人民共和国人民防空委员会
中华人民共和国人民防空委员会（又称“国家人民防空委员会”，简称“国家人防委”），是在中华人民共和国国务院、中央军事委员会领导下，负责中国人民防空的议事协调机构。

## 沿革
1948年8月9日，针对部分城市相继解放，国民党空军的空袭增多的形势，中央军委提出城市要地实行“积极防空”的方针，规定：“解放区各大城市及各军区司令部驻地，均应设防空司令部，负责组织和督促进行各种有关防空工作。”1949年4月，为保卫北平，华北军区成立平津卫戍区防空司令部，聂荣臻任司令员。1949年4月23日南京解放，随即组建南京防空司令部。1949年7月初，在上海淞沪警备司令部成立了上海防空处。此后，在陆续解放的沿海部分主要城市成立了防空指挥部，并增强北京、上海、武汉、广州等大城市和主要工业区的防空力量。
1950年，中央人民政府政务院颁布了《开展人民防空工作的决定》，在全国范围内建立人民防空组织。
1951年5月，在沈阳、大连等36个内地及沿海大、中城市开展人民防空工作，成立人民防空领导机构，兴建人民防空工事，建立防空袭警报设施。
1950年11月21日，中共中央发出通知，成立中央人民防空委员会筹委会。1954年4月21日，中央人民政府政务院批准成立中央人民防空委员会。1958年6月9日，国务院秘书厅发出通知，根据1957年11月23日国务院常务会议决定，已经撤销中央人民防空委员会，原中央人民防空委员会的工作由公安部负责。1965年4月12日，国务院批转《公安部关于加强人民防空工作的报告》，同意恢复中央人民防空委员会，办事机构设在公安部。
1969年8月27日，中共中央、中央军委批转军委办事组《关于加强人民防空工作的报告》，同意成立全国人民防空领导小组。全国人民防空领导小组的工作机构为中国人民解放军总参谋部作战部。全国人民防空领导小组成立后，经历过三次大的人员调整，分别是在1972年4月2日、1975年5月、1977年4月28日。1978年1月至1980年10月，根据成员单位人事变动，全国人民防空领导小组成员个别调整。
1981年8月30日，中共中央、国务院、中央军委调整全国人民防空领导体制，将全国人民防空领导小组改成国家人民防空委员会，受国务院、中央军委双重领导。国家人民防空委员会办事机构设在中国人民解放军总参谋部作战部。国务院副总理万里、中国人民解放军副总参谋长杨勇负责领导国家人民防空委员会的工作。1982年1月，正式启用“中华人民共和国人民防空委员会”印鉴。1983年8月26日，中共中央、国务院、中央军委发出通知，国家人民防空委员会已经组成。国家人民防空委员会成立后，成员变化较大。
1994年11月29日，《国务院、中央军委关于成立国家国防动员委员会的通知》（国发〔1994〕63号）发出，国务院、中央军委决定成立国家国防动员委员会。“国家国防动员委员会是在国务院、中央军委领导下，主管全国国防动员工作的议事协调机构。”“国家国防动员委员会成立后，国家人民防空委员会，国务院、中央军委交通战备领导小组，中央军委人民武装委员会即自行撤销。”。

## 组成人员

### 中央人民防空委员会筹委会
1950年11月21日中共中央发出成立通知时确定的组成人员是：
主任
- 周恩来（政务院总理）

委员（5人）
- 彭真（中央政法领导小组组长、政务院政治法律委员会副主任）
- 薄一波（中央财经委员会副主任）
- 聂荣臻（代总参谋长）
- 罗瑞卿（公安部部长）
- 李立三（中央人民政府委员、政务院委员）

秘书长
- 李立三（兼任）[2]

### 中央人民防空委员会
| 1954年4月21日政务院批准成立时确定的组成人员是： 主任 - 罗瑞卿（公安部部长） 副主任 - 谢富治（云南军区司令员） 委员（8人） - 杨成武（华北军区副司令员） - 于桑（西南公安局副局长兼重庆公安局长，即将担任中央警卫局副局长） …… 秘书长 - 于桑（兼任） | 1965年4月12日国务院批转《公安部关于加强人民防空工作的报告》同意恢复时确定的组成人员是： 主任 - 罗瑞卿（国务院副总理、军委秘书长、总参谋长） 委员 - 谢富治（公安部长） - 杨成武（副总参谋长） - 周荣鑫（国务院秘书长） - 于桑（公安部副部长） - 孙敬文（国家建委副主任） - 叶林（国家经委副主任） - 赵尔陆（国防工办副主任） - 唐延杰（国防科委副主任） - 吴烈（公安部队副司令员） 秘书长 - 于桑（兼任） |

### 全国人民防空领导小组
| 1969年8月27日中共中央、中央军委批转军委办事组《关于加强人民防空工作的报告》同意成立时确定的组成人员是： 组长 - 周恩来（国务院总理） 副组长 - 黄永胜（总参谋长） - 谢富治（国务院副总理兼公安部长） - 吴法宪（副总参谋长兼空军司令员） - 阎仲川（副总参谋长） 成员（13人） （不详） | 1972年4月2日增补的副组长是： 副组长 - 叶剑英（中央军委副主席） - 李先念（国务院副总理） - 张才千（副总参谋长） |

| 1975年5月经中共中央调整后的组成人员是： 组长 - 邓小平（中央副主席、国务院副总理、军委副主席兼总参谋长） 副组长 - 李先念（国务院副总理） - 杨成武（副总参谋长） 成员（22人） （不详） | 1977年4月28日经中共中央调整后的组成人员是： 组长 - 叶剑英（中共中央副主席、军委副主席） 副组长 - 李先念（中共中央副主席、国务院副总理） - 陈锡联（国务院副总理、北京军区司令员） - 杨成武（副总参谋长） 成员（18人） （不详） 1978年1月杨成武调任福州军区司令员，杨勇（副总参谋长）接任副组长。 |

### 中华人民共和国人民防空委员会
| 1983年8月26日中共中央、国务院、中央军委发出通知，国家人民防空委员会已经组成，组成人员是： 主任 - 万里（国务院副总理） 副主任 - 田纪云（国务院副总理兼秘书长） - 张震（副总参谋长） 委员（21人） （不详） 1985年8月20日，经国务院、中央军委批准，总参谋部常务副总参谋长徐惠滋接替调任国防大学校长的张震任副主任。 | 1988年7月28日《国务院、中央军委关于调整国家人民防空委员会成员的通知》（国发〔1988〕49号）调整后的组成人员是： 主任 - 秦基伟（国务委员兼国防部长） 副主任 - 徐惠滋（总参谋部副总参谋长） - 李昌安（国务院副秘书长） 委员（20人） - 甘子玉（国家计委副主任） - 柳斌（国家教委副主任） - 俞雷（公安部副部长） - 迟海滨（财政部副部长） - 叶如棠（建设部副部长） - 朱高峰（邮电部副部长） - 傅立民（商业部副部长） - 马毅民（物资部总经济师） - 顾英奇（卫生部副部长） - 周文元（总政治部副主任） - 刘明璞（总后勤部副部长） - 张序三（海军副司令员） - 刘志田（空军副司令员） - 杨国梁（第二炮兵副司令员） - 隗福临（总参谋部作战部部长兼人防办公室主任） - 贾启玉（总参谋部作战部副部长兼人防办公室副主任） - 李云生（总参谋部通信部副部长） - 陈超（总参谋部动员部部长） - 周培根（总参谋部工程兵部部长） - 姜志增（总参谋部防化部部长） |

## 办事机构
国家人民防空委员会的办事机构是国家人民防空委员会办公室，设在中国人民解放军总参谋部作战部。1994年11月，国家国防动员委员会成立，原国家人民防空委员会办公室改为国家国防动员委员会人民防空办公室（简称国家人民防空办公室）。